# Omoglymmius hamatus
Omoglymmius hamatus är en skalbaggsart som först beskrevs av Leconte 1875.  Omoglymmius hamatus ingår i släktet Omoglymmius och familjen hakbaggar. Inga underarter finns listade i Catalogue of Life.